# Hötorget
Hötorget er et torv i midten af Stockholm placeret i bydelen Östermalm. Om dagen kan man købe frisk frugt og grønt her.
Hötorget T-banestation blev åbnet i 1952 og er dekoreret med blå fliser.
59°20′05.51″N 18°03′43.82″Ø / 59.3348639°N 18.0621722°Ø